# سالم بن سوادة
سالم بن سوادة التميمي والي مصر في الدولة العباسية من 164هـ/780م إلى 165هـ/781م.

## ولايته على
ولاه الخليفة المهدي على مصر بعد عزل يحيى بن داود في المحرم سنة 164 هـ / أواخر 780م، فقدمها يوم الأحد 12 محرم، وجعل على شرطته الأخضر بن مروان، وقدم معه أيضًا أبو قطيفة إسماعيل بن إبراهيم على الخراج، وسكن بالمعسكر، وفي 165 هـ/منتصف 781م ورد عليه الخبر من قبل الخليفة محمد المهدي بصرفه عن إمرة مصر بإبراهيم بن صالح العباسي.
يذكر المؤرخ ابن تغري أنه خلال فترة ولايته عانت كل من مصر والمغرب العربي من سلسلة من الصراعات العنيفة، وأن القوات المصرية أرسلت لفترة وجيزة لمساعدة برقة، ولكن تم سحبها فيما بعد دون الانخراط في أي قتال.